# Estación de Europe
Europe (en español: Europa) es una estación de la línea 3 del metro de París situada en  VIII Distrito, al oeste de la capital. 

## Historia
Fue inaugurada el 19 de octubre de 1904 con el tramo inicial de la línea 3. 
Debe su nombre a su ubicación bajo la plaza de Europa, en el barrio de mismo nombre.

## Descripción
Se compone de dos vías y de dos andenes laterales de 75 metros de longitud. 
Está diseñada en bóveda elíptica revestida completamente de los clásicos azulejos blancos biselados del metro parisino. 
Su iluminación sigue el estilo New Neons, originario de la línea 12 pero que luego se ha ido exportando a otras líneas. Emplea delgadas estructuras circulares, en forma de cilindro, que recorren los andenes proyectando la luz tanto hacia arriba como hacia abajo. Finos cables metálicos dispuestos en uve sostienen a cierta distancia de la bóveda todo el conjunto
La señalización por su parte, usa también, la moderna tipografía Parisine donde el nombre de la estación aparece en letras blancas sobre un panel metálico de color azul. Por último, los asientos de la estación son bancos de madera.
Desde el año 2000 la estación dispone de varias pantallas LCD en las que se ofrecen imágenes y acontecimientos relativos a Europa.

## Accesos
La estación dispone de un único acceso situado en la calle de Madrid. 